# Польско-американское медицинское общество (Нью-Йорк)
Польско-американское медицинское общество «Medicus» (англ. Polish-American Medical Society «Medicus») — польско-американское научное и благотворительное общество.
Общество было основано в 1966 году в Нью-Йорке. Первоначальная цель Общества состояла в том, чтобы помочь своим членам, польским медицинским специалистам-иммигрантам, подготовиться к социальной и профессиональной адаптации и участию в американском медицинском сообществе.
В настоящее время Общество содействует деятельности польского медицинского сообщества в США, организует медицинские научные конференции, предлагает профессиональную помощь польским врачам, поддерживает регулярные контакты с Польшей, проводит благотворительные акции.
Общество играет важную роль в содействии обмену студентами, преподавателями и врачами между Польшей и Соединенными Штатами, сотрудничает с американской Образовательной комиссией для иностранных выпускников медицинских вузов (англ. Educational Commission for Foreign Medical Graduates).
В состав Общества входят более 250 медицинских специалистов из Нью-Йорка, Нью-Джерси, Коннектикута и Пенсильвании.
Обществом учреждена почётная награда — «Золотая медаль Тысячелетия» (англ. Gold Medal of Polish Millennium) за важный вклад в развитие польско-американских отношений. Первая медаль была вручена кардиналу Стефану Вышиньскому. Также медали получили Збигнев Бжезинский, кардинал Юзеф Глемп, доктор медицины Хилари Копровский, кардинал Франтишек Махарский, генерал Станислав Мачек, доктор медицины Эндрю Шалли.
Председателем Общества является доктор медицинских наук Tadeusz Pyz.